# Sân vận động Quốc gia 12 tháng 7
Sân vận động Quốc gia 12 tháng 7 (tiếng Bồ Đào Nha: Estádio Nacional 12 de Julho) là một sân vận động đa năng ở khu phố Ponta da Mina về phía đông nam của trung tâm São Tomé, São Tomé và Príncipe và nằm trên Đại lộ Liên Hợp Quốc. Công trình được xếp hạng là Di sản của Ảnh hưởng và Nguồn gốc Bồ Đào Nha (SIPA). Sân hiện đang được sử dụng chủ yếu cho các trận đấu bóng đá. Sân vận động có sức chứa 6.500 người và kích thước sân là 105 × 68 m. Bề mặt sân là cỏ nhân tạo.

## Chi tiết sân vận động
Sân vận động là sân nhà của Andorinha, Sporting Praia Cruz và Sporting São Tomé, các câu lạc bộ khác tổ chức các trận đấu tại sân vận động này bao gồm Vitória Riboque, Agrosport và 6 de Setembro. Một câu lạc bộ cũ đã từng chơi tại sân vận động này là Porto Folha Fede, người đã từng chơi là Porto de São Tomé.
Sân vận động được trang bị đèn pha và bảng tỷ số. Khán đài nằm nơi lối vào chính có mái che bên trong và bên ngoài của sân có màu hồng với phần lối vào có màu cam và xanh lam. Trước khi được cải tạo gần đây vào năm 2015, phần lối vào có màu hồng và có các cột màu trắng và viền nâu. Cửa của nó mang phong cách tân cổ điển với sự pha trộn của phong cách kiến trúc Địa Trung Hải; những thứ còn lại là hiện đại hóa.
Sân vận động cũng có một đường chạy điền kinh, và các sự kiện điền kinh đôi khi được tổ chức tại sân vận động.

## Lịch sử
Sân vận động được xây dựng vào khoảng những năm 1920 với vai trò là sân bóng đá. Công trình được khai trương vào năm 1950. Đây là sân vận động bóng đá đầu tiên trên toàn quốc. Sân vận động trước đây có tên là Sân vận động Sarmento Rodrigues. Sân đã được cải tạo vào năm 2002 và mở rộng vào năm 2003.
Cúp bóng đá São Tomé và Príncipe (Cúp Santomean) được tổ chức hàng năm tại đây. Trận chung kết gần đây nhất là vào năm 2018, khi FC Porto Real đánh bại UDRA 2–1. Siêu cúp São Tomé và Príncipe cũng được diễn ra tại đây, với trận đấu gần đây nhất trong năm 2017 là FC Porto Real gặp UDRA. Tỷ số là 1–1 (4–3 trong loạt sút luân lưu).
Một số giải đấu bóng đá cấp châu lục được tổ chức tại sân vận động bao gồm CAF Confederation Cup 2013 với CD Guadalupe tham dự và CAF Champions League 2014. Kể từ khi Sporting Praia Cruz giải thể, phiên bản 2016 không được tổ chức ở đây.